# DIVI-Intensivregister
Das DIVI-Intensivregister (amtlich DIVI IntensivRegister) ist eine Echtzeit-Datenerfassungs- und Analyseumgebung für Intensivbettenkapazitäten und aggregierte Fallzahlen für Deutschland. Es wird in Zusammenarbeit der Deutschen Interdisziplinären Vereinigung für Intensiv- und Notfallmedizin (DIVI) mit dem Robert Koch-Institut (RKI) als gemeinwohlorientiertes Projekt betrieben.

## Entstehung
Im Rahmen der COVID-19-Pandemie wurde das Register innerhalb von nur zwei Wochen aus dem bereits bestehenden Meldeportal für ECMO-führende intensivmedizinische Abteilungen des ARDS-Netzwerks entwickelt. Es begann am 17. März 2020 mit der Datenerhebung.

## Ziele
Das DIVI-Intensivregister verfolgt zwei zentrale Funktionen:
- Die gleichzeitige Erfassung von Kontaktdaten und intensivmedizinischen Bettenkapazitäten ermöglicht eine direkte und zielgerichtete Absprache zwischen ärztlichen Mitarbeitern zum kooperativen Austausch über Diagnose- und Behandlungsstrategien sowie zur Identifikation freier Intensivbetten zur Weiterbehandlung.
- Die tagesaktuelle Erfassung der intensivmedizinischen Behandlungskapazitäten zusammen mit COVID-19-Fallzahlen ermöglicht eine regional und zeitlich aufgelöste Echtzeit-Analyse der aktuellen und zu erwartenden Versorgungssituation. Damit ist eine gezielte und datenbasierte Steuerung von bevölkerungsweiten Maßnahmen und Ressourcenentscheidungen möglich, um die Anzahl gleichzeitig behandelter Patienten unterhalb der der regional vorhandenen Versorgungsmöglichkeiten zu halten.

## Funktionen
Das Register unterscheidet vier Gruppen von Nutzern, denen unterschiedliche Funktionen angeboten werden:
1. Im öffentlichen Bereich, der ohne Registrierung genutzt werden kann, können zusammengefasste Informationen über die aktuelle Auslastung der Intensivbetten meldender Krankenhausstandorte eingesehen werden.
2. Ärzte und Mitarbeiter von Rettungsleitstellen können über eine Umkreissuche Details zur aktuellen Belegungssituation benachbarter Intensivkliniken mit Kontaktdaten finden.
3. Leiter von intensivbettenführenden Abteilungen berichten täglich über ein Webinterface die aktuelle Bettenbelegung, ihre individuelle Prognose für die Bettenverfügbarkeit sowie aggregierte Fallzahlen.
4. Akteure mit Aufgaben im öffentlichen Gesundheitsbereich wie z. B. Behörden, Ministerien und Krisenstäbe können über eine interaktive Dashboard-Analyseumgebung sämtliche Daten des Registers, z. B. in Form von Karten, Zeitreihen und Tabellen, visualisieren und analysieren. Die Funktionen befanden sich Anfang Juni 2020 noch in der Entwicklung.

Die Entwicklung einer Schnittstelle zur direkten Datenbereitstellung ist in Vorbereitung (Stand 8. Juni 2020). Ein Teildatensatz wird als Zwischenlösung bis zur Fertigstellung im CSV-Format über die Webseite angeboten.
Eine technische Schnittstelle zur Datenübermittlung aus externen Informationssystemen, die in intensivbettenführenden Abteilungen verwendet werden, ist in Vorbereitung (Stand 8. Juni 2020).

## Gesetzliche Grundlagen der Meldepflicht
In den ersten Wochen nach Start des Registers war die Teilnahme intensivbettenführender Akutkliniken freiwillig, aber mit über 1000 Meldebereichen hoch.
Seit dem 16. April 2020 waren alle intensivbettenführenden Akutkrankenhäuser in Deutschland aufgrund der eine Woche zuvor verkündeten DIVI IntensivRegister-Verordnung verpflichtet, sich im DIVI-Intensivregister zu registrieren und täglich aktuelle Daten zu melden.
Während anfangs die Meldepflicht bis 9 Uhr zu erfüllen war, war der Tageszeitpunkt bis zur verpflichtenden Meldung seit dem 3. Juni 2020 auf 12 Uhr festgelegt.
Die DIVI IntensivRegister-Verordnung wurde am 19. September 2022 abgelöst durch die Verordnung zur Krankenhauskapazitätssurveillance. Dabei wurden die zu meldenden Daten erweitert: Differenzierung nach Erwachsenen und Kindern, Schwangeren, SARS-CoV-2-Virusvarianten sowie bislang erfolgten COVID-19-Schutzimpfungen; zusätzlich Angaben zu intensivmedizinisch behandelten Kindern mit einer Respiratorischen Synzytial-Virus-Infektion oder einer Influenzavirus-Infektion. Zudem wurde der Meldezeitpunkt erneut geändert auf täglich bis 11 Uhr mit Stand des Vortages um 12 Uhr.

### Visualisierung der Daten
- Dashboard DIVI-Intensivregister auf Landkreisebene (ESRI)
- Wo Intensivbetten in Deutschland knapp sind. Zeit online, seit 21. April 2020
- Corona-Krise: Wo noch Intensivbetten frei sind. Berliner Morgenpost interaktiv

### Presse
- Wie viele Intensivpatienten gibt es in meiner Region? Zeit online, 1. April 2020
- 17.500 Betten binnen 24 Stunden. Süddeutsche Zeitung, 3. April 2020
- Nadelöhr Intensivstation: Die Kapazitäten deutscher Kliniken. Bayerischer Rundfunk, 8. April 2020
- COVID-19: Künftig Meldepflicht für freie Intensivbetten in Krankenhäusern. Deutsches Ärzteblatt, 6. April 2020
- Intensivregister wieder öffentlich zugänglich. Deutsches Ärzteblatt, 9. April 2020
- RKI entwickelt Echtzeit-Überblick für Intensivbetten. Frankfurter Allgemeine Zeitung, 7. April 2020
- Bett vor dem Kopf Cicero, 30. Mai 2020